# Université du 9-Septembre
Pour les articles homonymes, voir DEU.
L’université du 9-Septembre (en turc : Dokuz Eylül Üniversitesi ou DEÜ) est une université turque de la ville d'Izmir (Smyrne), fondée en 1982 et organisée en 18 facultés.

## Historique
Créée le 20 juillet 1982, elle porte le nom du 9 septembre 1922, date qui marque la fin de l'occupation grecque de Smyrne.